# Thereza Dillwyn Llewelyn
Thereza Dillwyn Llewelyn (Penllergaer, 1834 – Wroughton, 21 febbraio 1926) è stata un'astronoma gallese, pioniera della fotografia scientifica.

## Biografia

### L'infanzia
Thereza Dillwyn Llewelyn era la maggiore dei sei figli del fotografo e botanico John Dillwyn Llewelyn e di sua moglie Emma Thomasina Talbot. Crebbe in un ambiente dedito all'arte della fotografia: il cugino di sua madre era il fotografo William Fox Talbot, mentre sua zia Mary Dillwyn è accreditata come la prima fotografa del Galles. In tal contesto Llewelyn mostrò interesse per la fotografia e per l'astronomia, sebbene fosse raro che una donna dell'età vittoriana si appassionasse a questi temi. Tra le sue cugine vi erano la scrittrice e industriale Amy Dillwyn e la studiosa di lepidotteri Mary De la Beche Nicholl.
Il 29 giugno 1858 sposò Nevil Story-Maskelyne, professore di mineralogia all'Università di Oxford, grazie al quale intraprese una corrispondenza con Charles Darwin. La coppia ebbe due figlie: Mary, che in seguito sposò il politico e scrittore H. O. Arnold-Forster, e Thereza che sposò il fisico Arthur Rucker.

### L'attività scientifica e fotografica
Dato l'interesse di Llewelyn per l'astronomia, per il suo sedicesimo compleanno suo padre costruì un osservatorio equatoriale nella loro dimora a Penllergare Valley Woods.
Llewelyn collaborò con suo padre in una serie di esperimenti astrofotografici, compresa la produzione di alcune delle prime fotografie della Luna a metà degli anni '50 del XIX secolo. Insieme misero a punto uno strumento per fotografare i cristalli di neve. La loro collaborazione si estese anche alla meteorologia, occupandosi della manutenzione e del monitoraggio delle stazioni meteorologiche volontarie dell'Associazione britannica per l'avanzamento della scienza. Llewelyn gestiva i registri meteorologici e sperava di presentare le sue osservazioni di persona in una riunione dell'Associazione. Tuttavia suo padre non le permise di partecipare.
Una delle fotografie che John Dillwyn Llewelyn scattò a sua figlia intorno al 1854 ha un fotogramma di felci come bordo della vignetta, al posto dei tradizionali bordi di pizzo dll'epoca. Llewelyn adottò questo metodo decorativo per almeno una delle sue fotografie che ritraggono sua sorella Elinor.
Oltre alla fotografia, Llewelyn compilò un erbario e scrisse un resoconto che fu letto alla Linnean Society of London nel 1857. Potrebbe aver osservato la cometa Donati nel 1858 prima che fosse ufficialmente annunciata dall'astronomo italiano Giovanni Battista Donati.
Dopo il suo matrimonio con Maskelyne, i due collaborarono a diversi esperimenti di chimica e fotografia. Nel 1874 Llewelyn rispose alle lettere di Charles Darwin nelle pagine di Nature riguardo alle sue osservazioni sugli uccelli che mordevano i fiori per mangiarne il nettare.

## Eredità
Nel 2012 la British Library ha acquisito l'archivio fotografico della coppia Dillwyn Llewelyn-Story Maskelyne che include una selezione di diari, memorie e fotografie di Thereza.